# Jean-Paul Agon
Jean-Paul Agon (Boulogne-Billancourt, 6. juli 1956) er en fransk iværksætter.
Han er præsident og tidligere administrerende direktør for den internationale kosmetikvirksomhed L'Oréal. På grund af virksomhedens aldersgrænse på 65 år blev han den 1. maj 2021 afløst som administrerende direktør af Nicolas Hieronimus, mens han stadig fungerede som formand. Han dimitterede fra HEC Paris i 1978. Den 7. april 2022 blev han udnævnt til formand for skolens bestyrelse, som afløser for Jean-Paul Vermès.